# Sylvana Herman
Sylvana Herman (nacida en Yakarta, el 15 de diciembre de 1965) es una cantante y actriz indonesia, aunque su carrera empezó a finales de los años 1980, a menudo favoritos. Ella se hizo famosa gracias a la película Alone in Lupus II (1987). A ella se unieron tres grupos vocales junto a Paramitha Rusady e Ita Purnamasari. Se hizo popular con la canción de Miss dulce, un tema musical dedicado al amor en la década e los años 90.

## Filmografía
- Pengkhianatan G 30 S/PKI (1982)
- Kidung Cinta (1985)
- Merpati Tak Pernah Ingkar Janji (1986)
- Aku Benci Kamu (1987)
- Lupus II (1987)
- Omong Besar (1988)
- Cinta Anak Jaman (1988)
- Jodoh Boleh Diatur (1988)
- Kamus Cinta Sang Primadona (1988)
- Joe Turun ke Desa (1989)
- Cas Cis Cus (1989)
- Lupus III (1989)
- Jangan Paksa Dong (1990)
- Ramadhan dan Ramona (1992)

## Sinetron
- Tiga Bidadari
- Satu Lelaki dan Tiga Hantu Cantik
- Mawar Sejati Mawar Berduri
- Hidayah
- Ciklet - Cinta Kelas Atas
- Bintang Di Surga
- Ande Ande Lumut
- Cinta Remaja
- Gitu Aja Kok Repot!
- Cinta Fitri Season Ramadhan/4

## Álbumes
- Nona Manis (Bersama Tiga Dara)
- Malam Minggu (Bersama Tiga Dara)
- Hanya Cinta (Bersama Tiga Dara)
- Memang Aku (Dengan Logika)-Single (Bersama Tiga Dara)
- Silvana Herman
- Bawa Terbang Aku
- Ano